# 四方坪街道
四方坪街道，是中华人民共和国湖南省长沙市开福区下辖的一个乡镇级行政单位。

## 行政区划
四方坪街道下辖以下地区：
胜利社区、科大家园社区、花城社区、金帆小区社区、四方社区、左岸社区、滨江社区、李家冲社区、德邦新村社区、黑石渡社区和丝茅冲社区。